# حسن إيجيت
حسن إيجيت (بالتركية: Hasan Yiğit)‏ (2 يناير 1975 بإسطنبول في تركيا - ) هو لاعب كرة قدم تركي في مركز الدفاع. لعب مع بورصا سبور وتشايكور ريزه سبور ودنيزلي سبور وعثمانلي سبور وغازي عنتاب سبور وصقارية سبور ‏ وكوجالي سبور وديار بكر سبور ‏ وİstanbul Güngörenspor ‏.

## وصلات خارجية
- حسن إيجيت على موقع اتحاد تركيا (لاعب) (الإنجليزية)
- حسن إيجيت على موقع قاعدة بيانات كرة القدم.إي يو (الإنجليزية)
- حسن إيجيت على موقع عالم كرة القدم.نت (الإنجليزية)